# Struthiola scaettae
Struthiola scaettae är en tibastväxtart som beskrevs av Pierre Staner. Struthiola scaettae ingår i släktet Struthiola och familjen tibastväxter. Inga underarter finns listade i Catalogue of Life.